# القوة العظمى (رسوم متحركة)
القوة العظمى مسلسل رسوم متحركة كندي عرض لأول مره في 21 سبتمبر 1995 واستمر عرضه حتى 21 ديسمبر 1995 تمت دبلجة المسلسل للغة العربية بواسطة مركز الزهرة وعرض على تلفزيون الجزائر سنة 1996 ثم على قناة سبيستون.

## روابط خارجية
- Unofficial Profile at Marvunapp.com
- Ultraforce Action Figure Guide
- القوة العظمى على موقع IMDb (الإنجليزية)
- القوة العظمى على موقع كينوبويسك (الروسية)
- القوة العظمى على موقع قاعدة بيانات الفيلم (الإنجليزية)